# Othmar Preining
Othmar Preining (* 28. Juni 1927 in Wien; † 26. September 2007 ebenda) war ein österreichischer Physiker. Er gilt als Pionier der Aerosolforschung und einer der Begründer der Wiener Aerosolschule.

## Leben
Othmar Preining wurde 1951 bei Felix Ehrenhaft zum Dr. phil. promoviert. Er war von 1951 bis 1955 wissenschaftliche Hilfskraft und ab 1955 als Universitätsassistent tätig. Von 1958 bis 1960 forschte er am California Institute of Technology. 1963 habilitierte er sich in Experimentalphysik. 1965 hielt er sich für ein Forschungsprojekt am US-amerikanischen National Center of Aerosol Research sowie an der University of Minnesota auf.
1968 wurde er an der Universität Wien zum außerordentlichen Professor ernannt. Nach einem Forschungsvorhaben am Georgia Institute of Technology wurde er 1971 ordentlicher Universitätsprofessor am Institut für Experimentalphysik der Universität Wien. Von 1976 bis 1979 war er einer der beiden Vorstände des interuniversitären EDV-Zentrums-Universitätsrechnerverbundes Wien. 1981 war er Gastprofessor an der University at Albany. 1986/1987 war er Dekan der Formal- und Naturwissenschaftlichen Fakultät. Er war Prorektor der Universität Wien 1987 bis 1988. 1995 wurde er emeritiert. Er wurde am Hernalser Friedhof bestattet.

## Wirken
In der Aerosolforschung hat er internationale Maßstäbe gesetzt. Er war Präsident der Gesellschaft für Aerosolforschung von 1986 bis 1990. Während seiner Amtszeit etablierte er die „European Aerosol Conference“, die zum ersten Mal 1987 im schwedischen Lund stattfand. 1982 erhielt er den Erwin Schrödinger-Preis, 1994 den Fuchs Award.
1993 wurde er Wirkliches Mitglied der Österreichischen Akademie der Wissenschaften und engagierte sich als Obmann der Kommission zur Reinhaltung der Luft der Österreichischen Akademie der Wissenschaften (1998–2002) und Obmann der Kommission für Geschichte der Naturwissenschaften, Mathematik und Medizin der Österreichischen Akademie der Wissenschaften (1998–2002).